# Rahim Ademi
Rahim Ademi (Karač, Vučitrn, 30. siječnja 1954.), general HV-a.

## Životopis

### Do 2001. godine
Rahim Ademi je rođen u selu Karaču, u općini Vučitrn, na tadašnjem SAP Kosovu. Završio je Vojnu akademiju u Beogradu 1976., smjer topništvo, nakon čega je raspoređen na službu u Rogoznicu kraj Šibenika. Tu se i vjenčao sa suprugom Anitom s kojom ima dvije kćeri. Dragovoljno je pristupio u HV (ZNG RH) u ljeto 1991., napustivši djelatnu službu u JNA po čijim je evaluacijama bio jedan od najsposobnijih topničkih časnika (vježbovno natjecanje s konca 1980-tih na kojem je bio drugi). Svoju hrabrost i strategiju kao zapovjednik HV odmah je pokazao obranivši grad Šibenik u napadu JNA i srpskih snaga u rujnu 1991., kao i zauzimanje nekoliko vojarni JNA u Šibeniku i okolici. 28. svibnja 1992. postaje brigadir Hrvatske vojske. Za zamjenika zapovjednika Zbornog područja Gospić imenovan je 1993. godine. Svoje vojno umijeće je pokazao i u mnogo puta u 1993. Operacija Maslenica, kao i Operacija Medački džep, a potom i na području BiH u operacijama HV koje su vođene od studenoga 1994. do listopada 1995. na potezu od Livanjskog polja – Dinare prema Mrkonjić Gradu tj. u Operaciji Cincar, kao i u svim važnim operacijama na području BiH i RH:
- Operacija Zima '94
- Operacija Skok-1
- Operacija Skok-2
- Operacija Ljeto '95.
- Operacija Oluja
- Operacija Maestral
- Operacija Una
- Operacija Južni potez

General Ademi svoje zadaće u Domovinskom ratu uglavnom je odrađivao na prvim crtama bojišnice.
Odlukom predsjednika Tuđmana i ministra obrane Gojka Šuška smijenjen je s dužnosti zamjenika zapovjednika Zbornog područja Gospić, kao žrtva koju je Hrvatska priložila međunarodnoj zajednici zbog prijetnja sankcijama, zbog navodnih zločina nad srpskim civilima u Medačkome džepu. Tijekom operacije Džep '93 u rujnu 1993. imao je čin brigadira. Tvrdi kako nije zapovijedao akcijom te da je zapovijedni lanac išao ovako Bobetko – Domazet – Norac. U više intervjua isticao je kako smatra da je žrtvovan jer je Albanac, da je zbog toga sporije napredovao u HV-u od ostalih, te da mu 1998. nisu dozvolili da razgovara s haaškim istražiteljima. Ademi se tijekom suđenja branio sa slobode. Bilo mu je zabranjeno komunicirati s javnošću čega se strogo pridržavao.

## Optužnica na sudu u Haagu
Dana 21. svibnja 2001. je sud u Haagu digao optužnicu protiv njega. Ademi se 25. srpnja 2001. predao Haaškom sudu, a u veljači 2002. su ga pustili na slobodu s obvezom da ne ometa postupak. Sedam godina kasnije, 30. svibnja 2008. oslobođen je svih optužbi.

## Odličja i priznanja
- Red kneza Domagoja s ogrlicom,[4]
- 2017.: Svjedodžba o zaslugama "Milan Šufflay"